# 傑佛瑞·巴瓦
傑佛瑞·巴瓦（Geoffrey Bawa，1919年7月23日—2003年5月27日），斯里蘭卡建築師。他是他那個時代最有影響力的亞洲建築師之一。

## 生平
傑佛瑞·巴瓦於1919年7月23日出生在英屬錫蘭可倫坡的貴族家庭。巴瓦在科倫坡皇家學院接受教育，之後他於1938年在剑桥大学圣凯瑟琳学院學習英語和法律，獲得文學學士學位，並於1944年成為律師。
二戰後回到錫蘭，他在科倫坡的一家律師事務所工作。但律師生活非其所愛，之後再次前往英國學習建築在劍橋度過了一年之後，他以學生的身份進入倫敦建築協會，並於 1956 年獲得建築文憑，並於次年成為英國皇家建築師協會的會員。1957年，年僅38歲的他作為一名合格的建築師回到錫蘭。
回到錫蘭後，他於1958年成為科倫坡的愛德華茲、里德和貝格建築師事務所的合夥人。1959年，丹麥建築師烏爾里克·普萊斯納(Ulrik Plesner)加入該公司，他和巴瓦以各自獨特的風格共同設計了許多建築，有時被稱為“熱帶現代主義”。
1982年，他成立了傑佛瑞·巴瓦基金會，旨在推動建築、美術和環境研究領域的發展。在1990年代初期，巴瓦遭受了一系列中風，導致他癱瘓，無法言語。於2003年5月27日逝世，享壽83歲。

## 外部連結
- Official website （页面存档备份，存于）
- Geoffrey Bawa architecture travel guide on www.checkonsite.com （页面存档备份，存于）
- Architectural Digest: Inside the Sri Lankan Architecture of Geoffrey Bawa. The incredible work getting the world’s attention （页面存档备份，存于）
- Disappearing Bawa （页面存档备份，存于）
- Various articles and links about Geoffrey Bawa on www.suravi.fr （页面存档备份，存于）